# Souhvězdí Býka
Býk (symbol: , Unicode ♉, latinsky Taurus) je souhvězdí zvěrokruhu na severní obloze. Leží mezi souhvězdími Vozky, Persea, Berana, Velryby, Eridanu, Orionu a Blíženců. Slunce prochází tímto souhvězdím od 13. května do 20. června. Souhvězdí Býka je známo od pradávna, protože se dá snadno najít, a to díky hvězdokupě Plejády, která připomíná odtržený kousek Mléčné dráhy. Dalším nápadným znakem v tomto souhvězdí je skupina hvězd připomínající písmeno V. Tento obrazec je tvořen hvězdami, které jsou součástí blízké otevřené hvězdokupy Hyády, a jasnou rudou hvězdou Aldebaran. V České republice je Býk viditelný od července do dubna. Nejlepší podmínky pro pozorování jsou v lednu, kdy vrcholí ve výšce 60° nad jižním obzorem. Je to tedy zimní souhvězdí.

## Původ jména
Toto souhvězdí znázorňuje řeckou pověst o Diovi a Európě. Európa byla dcera sidónského krále Agénora a jeho manželky Télefassy. Krása Európy omámila i samotného Dia, který věděl, že ráda a často chodívá se svými družkami na pastviny královských stád. Aby oklamal svou manželku Héru, proměnil se v bílého býčka, krotkého, mírného, s malými růžky. Európa si ho všimla a zamířila k němu. Býček se položil na bok do trávy a pohledem ji přímo zval k posezení. Európa neodolala. Jakmile usedla, býček s ní pomalu šel k moři, poté do něj vstoupil a brouzdal se při kraji. Za chvíli ale postoupil a než se Európa vzpamatovala, plul na širé moře. Zeus přeplaval moře a na ostrově Krétě se proměnil zpět v boha. Európa mu dala tři syny: Mínoa, Sarpédona a Rhadamantya. Její jméno nebylo nikdy zapomenuto, připomíná ji navždy název světadílu Evropa. Na obloze je Býk zachycen ve chvíli, kdy plave přes moře. Proto mu je vidět jen hlava s rohy a přední část těla.

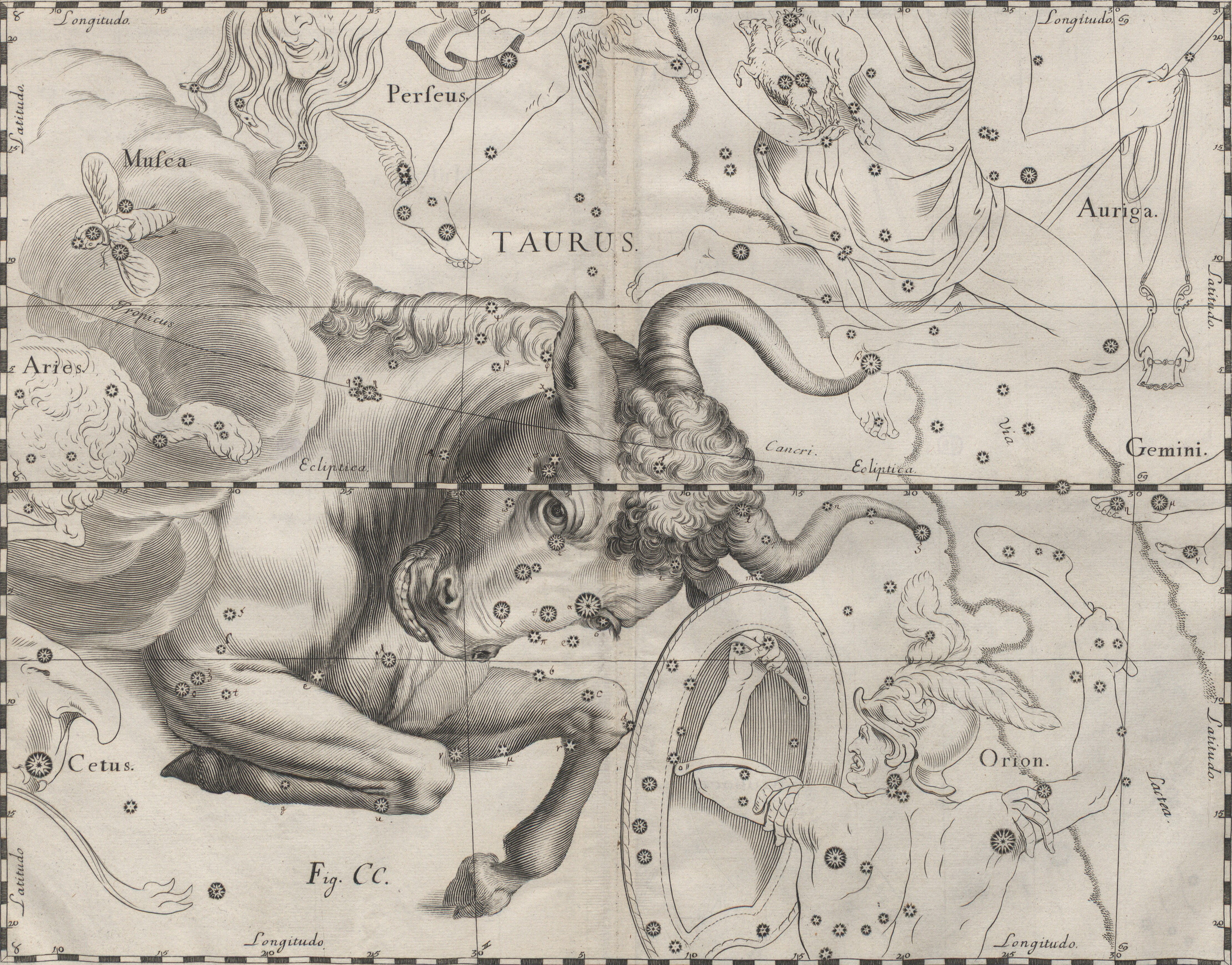
Souhvězdí Býka od Hevelia

Podle jiné verze tohoto mýtu se Zeus sám neproměnil v býka, ale poslal ho, aby Európu unesl. Po splnění úlohy se potom býk dlouho potuloval po Krétě, kde se po čase zalíbil Pásifaé, manželce krétského krále Mínoa. Z toho svazku vzešel Minotaurus, obluda s býčí hlavou a tělem člověka, kterého se Mínós zbavil zavřením do labyrintu. Pásifaé dostala trest smrti a trestu neunikl ani býk - Poseidón ho potrestal tak, že musel nadále bloudit po Krétě a chrlit oheň. Herkules později tohoto býka chytil a dopravil do Argu, ale býk potom začal pustošit celé Řecko. Později se Théseovi podařilo býka přemoct u Maratónu.

## Hvězdy

### Aldebaran

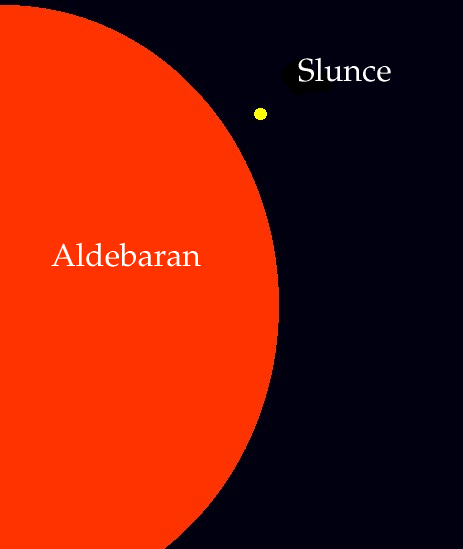
Srovnání Aldebaranu a Slunce

Aldebaran neboli Alfa (α) Tauri je nejjasnější hvězdou v Býkovi a třináctou nejjasnější hvězdou oblohy. Název pochází z arabského Al Dabaran, což v překladu znamená ten, který sleduje. Je to nepravidelná pulzující hvězda. Povrchová teplota hvězdy je 3 725 °C, a tak ji na obloze můžeme vidět i prostým okem jako výrazně červenou hvězdu. Aldebaran je asi 45x větší, ale jen 1,7x hmotnější než Slunce a nyní se nachází ve stádiu červeného obra. Je spektrální třídy K5. Jeho jasnost je 0,86 magnitudy. Aldebaran je od Slunce vzdálen 65 světelných let. Na obloze se zdá, že je součástí hvězdokupy Hyády. Ve skutečnosti je asi 40 světelných let blíže než hvězdokupa. Pro perské astronomy byl Aldebaran jednou ze čtyř královských hvězd, neboť jim ohlašoval blížící se jaro. Aldebaran je jednou z hvězd tvořících Zimní šestiúhelník.

### Elnath a ξ Tauri
Beta Tauri nese jméno Elnath. V mnoha hvězdných atlasech je uvedena jako gama Aurigae (gama v souhvězdí Vozky). Od Země je tato hvězda vzdálená 131 světelných roků. Je to modrobílý obr (spektrální typ B7). Její jasnost je 1,6 mag. ξ Tauri je od Země je vzdálená 417 světelných roků. Její jasnost je 3,0 mag. Je to velmi těsná dvojhvězda. Obě hvězdy jsou modrobílí trpaslíci (B2),

## Otevřené hvězdokupy

### Hyády

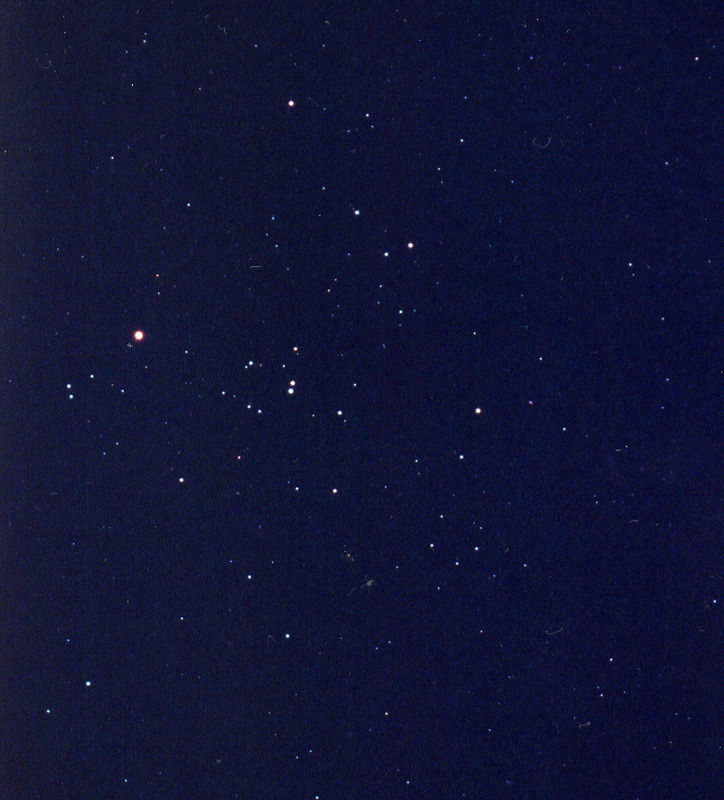
Hyády a Aldebaran

Hvězdokupa Hyády je nejjasnější otevřenou hvězdokupou na obloze. Je to také Slunci nejbližší hvězdokupa ležící ve vzdálenosti 150 světelných let. Celková jasnost hvězdokupy je 0,5 mag. Jednotlivé hvězdy pak mají jasnost menší. Nejjasnější hvězdy jsou théta, epsilon, gama, delta a sigma Tauri, které na obloze tvoří obrazec ve tvaru V. Celkový počet hvězd ve hvězdokupě je asi 200. Většinou jde o staré hvězdy spektrální třídy G a K.
Nejjasnější hvězdou v Hyádách je théta Tauri (θ Tauri). Je to dvojhvězda složená z oranžového obra (spektrálního typu K) a hvězdy spektrálního typu A. Théta2 je proměnná hvězda typu delta Scuti a mění jasnost v rozmezí 3,35–3,42 mag v periodě 1,82 hodin. Théta1 má jasnost 3,84
a celková jasnost této soustavy je 3,41 mag. Druhá nejjasnější hvězda Hyád je Epsilon Tauri (ε Tauri). Arabský název je Ain, což znamená oko. Ain tvoří spolu s Aldebaranem oči býka. Ain má jasnost 3,54 mag. Kolem této hvězdy pravděpodobně obíhá extrasolární planeta. Gamma Tauri (γ Tauri) bývá označená také jako Hyadum I. Je to oranžový obr typu K a má jasnost 3,65 magnitudy. Hyadum II je jiné označení pro hvězdu Delta Tauri. Je to trojhvězda složená z oranžového obra (Delta1), bílé hvězdy hlavní posloupnosti (Delta2) a bílého podobra (Delta3). Z této trojice je nejjasnější Delta1 a dosahuje jasnosti 3,77 mag.

### Plejády
Hvězdokupa Plejády je od Země vzdálená asi 440 světelných roků. Je známá také jako Kuřátka, Sedm sester nebo Messier 45. Jasnost této hvězdokupy je 4,17 mag. Pouhým okem je možné spatřit šest hvězd, za dobrých pozorovacích podmínek až devět hvězd – jsou to hvězdy Alcyone, Atlas, Electra, Maia, Merope, Taygeta, Pleione, Celaeno a Asterope (názvy jsou seřazeny od nejjasnější). Hvězdy Plejád jsou modří obři spektrálního typu B. Plejády jsou staré asi 100 milionů let a jako hvězdokupa zůstanou pohromadě dalších 250 milionů let, než se rozpadnou na jednotlivé hvězdy. Průměr hvězdokupy je 20 světelných let.

### Další otevřené hvězdokupy
Kromě Hyád a Plejád je v tomto souhvězdí několik dalších otevřených hvězdokup. Například NGC 1746 má jasnost 6 mag a její součástí je asi 60 hvězd. Hvězdokupa NGC 1647 má jasnost 6,4 mag a obsahuje asi 30 hvězd. Obě hvězdokupy leží přibližně ve vzdálenosti 3 500 světelných roků. Další hvězdokupou je NGC 1817, která je od Země vzdálená 6 400 světelných let a obsahuje více než 400 hvězd. Těsně u ní je na obloze vidět i NGC 1807, což je objekt kdysi považovaný za otevřenou hvězdokupu, ale pravděpodobně je to pouze asterismus.

## Mlhoviny

### Krabí mlhovina

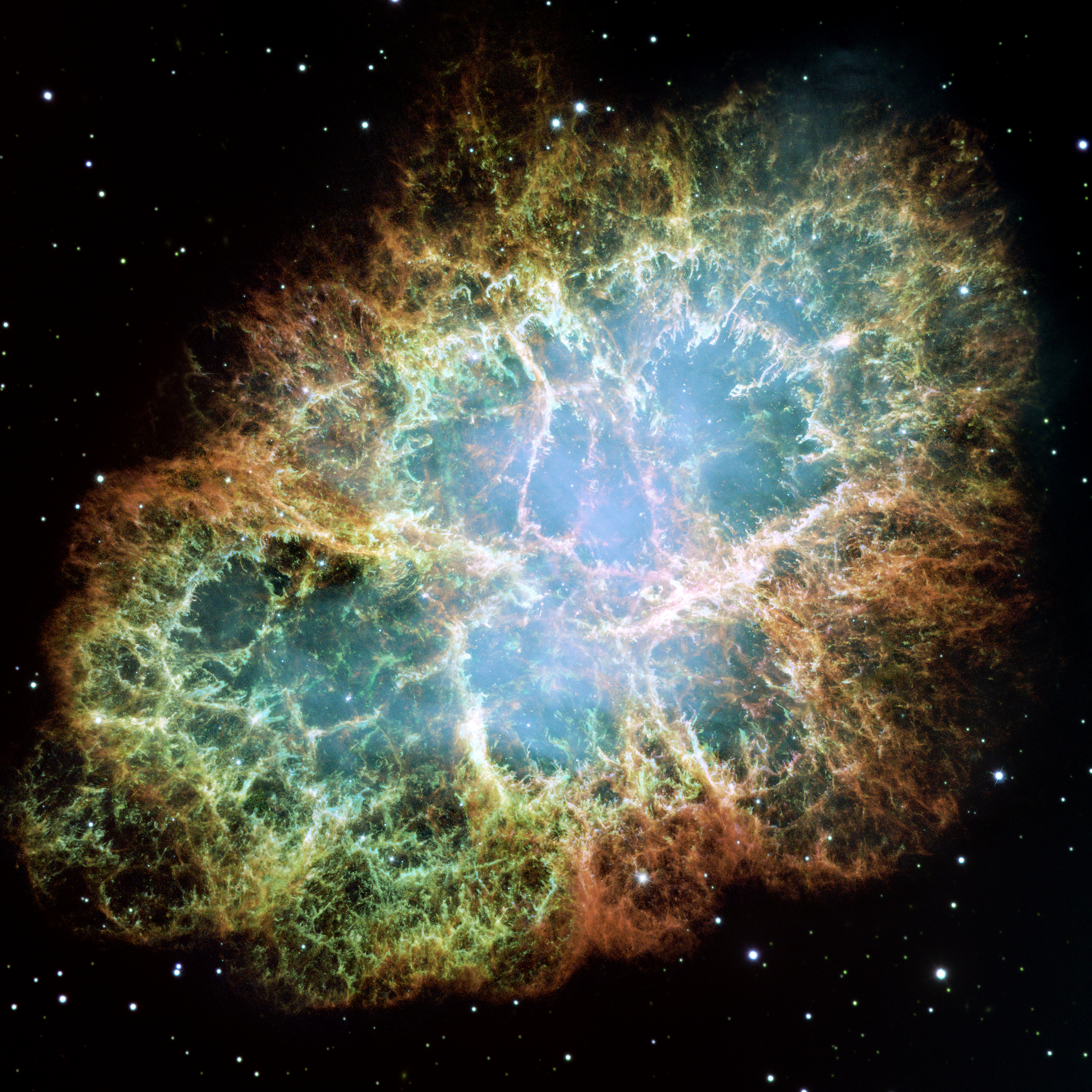
Krabí mlhovina

Krabí mlhovina (také Messier 1, M 1 nebo NGC 1952) je pozůstatek po výbuchu supernovy (jediný, který Charles Messier zaznamenal do svého katalogu). Supernova, ze které mlhovina vznikla, byla pozorována v roce 1054, v Číně a Japonsku se o ní dochovalo 8 záznamů. V centru mlhoviny se nachází pulzar, který se nazývá Krabí pulzar. Krabí pulzar se kolem své osy otočí asi 30krát za sekundu. Krabí mlhovina je od Země vzdálená asi 6 300 světelných let a má jasnost 8,4 mag.
V Býkovi je také planetární mlhovina NGC 1514, která se svou odhadovanou vzdáleností přibližně 1 500 světelných let patří mezi k Zemi docela blízké planetární mlhoviny, a díky tomu je poměrně velká - její úhlová velikost je 2,2′.
Její ústřední hvězda má magnitudu 9,3 a jako mlhavá hvězdička je tedy vidět i malými dalekohledy, ale její plynnou obálku ukážou až větší dalekohledy.